# Барангай
Баранга́й (філ. barangay, скорочено Brgy. або Bgy.; вимова: baranggay, [baɾaŋˈɡaj]; так само вимовляється іспанською та англійською), раніше барріо (barrio) — найменша одиниця адміністративного поділу Філіппін, а також є філіппінським терміном, що означає село, громада або поселення. В загальному вжитку цим терміном часто називають внутрішньоміські громади, передмістя або приміські громади. Слово barangay походить від balangay, яким називався різновид човна, що використовувався групами Австронезійців під час міграції на Філіппіни. Барангаї є складовою одиницею муніципалітетів та міст. Станом на січень 2025, на Філіппінах налічувалося 42 011 баранґаїв.

## Історія
Коли перші іспанські колоністи прибули на Філіппіни в 16 столітті, вони виявили добре організовані села, що називалися баранґа́ї (однина баранґа́й). Назва баранґай походить від малайського слова balangay, що означає «човен».
Перші баранґаї сформувалися як відносно малі громади від 50 до 100 сімей. На час контакту з іспанцями, багато баранґаїв розвинулися у досить великі громади. Іспанські дописи від 1604 свідчать, що багато впливових та потужних прибережних баранґаїв в регіонах Сулу, Бутуан, Панай, Лейте, Себу, Пампанга, Панґасінан, Пасіґ, Лаґуна, та річка Каґаян були квітучими торговими центрами. Деякі з баранґаїв були багатолюдними. На Панаї деякі баранґаї мали 20 000 мешканців; на Лейте — 15 000; в Себу — 3 500 мешканців; у Вітіс (Пампанга) — 7 000; Панґасінан — 4 000 осіб. Існували також баранґаї з меншою кількістю мешканців, проте вони, як правило, знаходилися далі від берега, а якщо вони знаходилися на березі, то, як правило, це були місцини з несприятливими умовами для розвитку комерції. Такі баранґаї малих розмірів налічували лише від тридцяти до сотні будинків, а кількість мешканців становила від однієї до п'яти сотень осіб.
Під час іспанського правління внаслідок політики переселення, мешканці розпорошених невеликих баранґаїв були примусово об'єднані у компактні поселення.
Іспанці також запровадили термін барріо замість оригінального баранґай і цей термін залишався у вжитку поки президент Фердинанд Маркос не наказав повернути назву баранґай в 1970-х роках. Під час народної революції 1986 року, яка змусила президента Маркоса втекти з країни, Муніципальні Ради було скасовано і всю місцеву владу передано до баранґаїв. 
Останні зміни в статусі баранґаїв було запроваджено конституцією 1987 року, якою було відновлено Муніципальні Ради. Ця зміна зробила баранґаї найменшою одиницею адміністративного поділу Філіппін.

## Структура

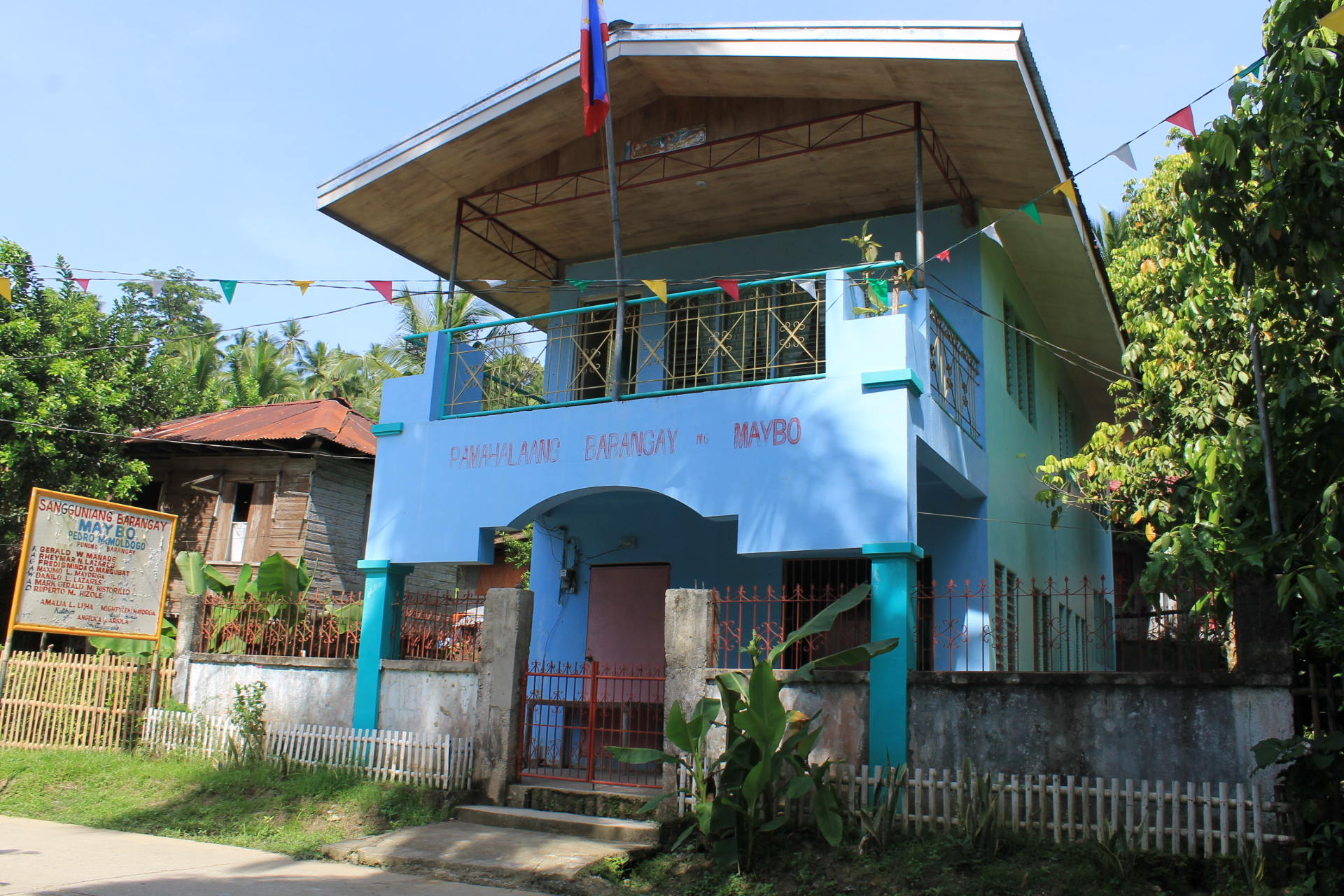
Будинок ради баранґаю Майбо в Боак, Маріндук.

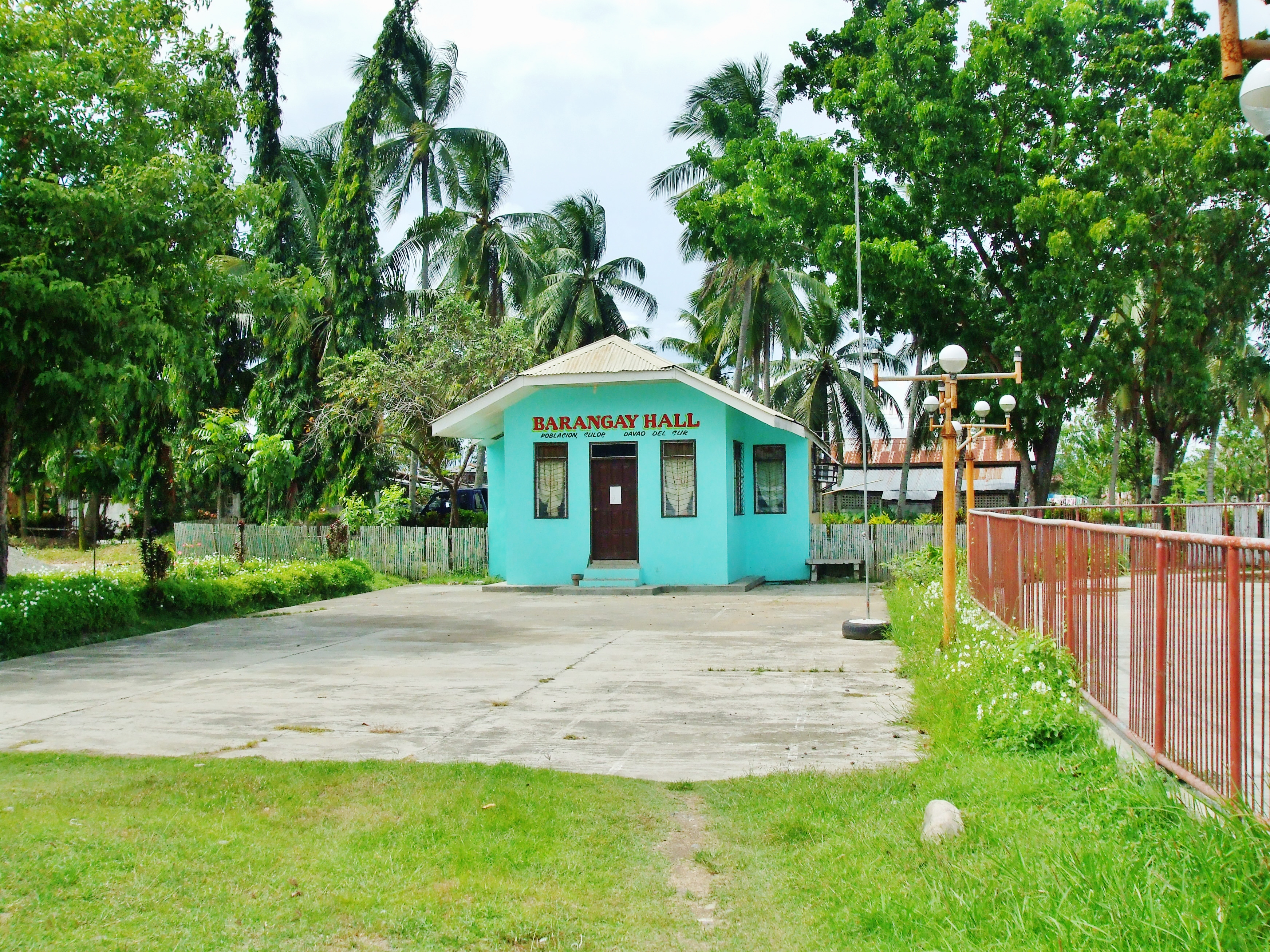
Будинок ради баранґаю Сулоп.

Очільниками сучасних баранґаїв є виборні посадовці, головним серед яких є Голова Баранґаю (Punong Barangay), звичним зверненням до якого є «капітан». Помічниками «Капітана» є члени Ради Баранґаю, яких теж обирають місцеві виборці.
Рада вважається органом місцевого самоврядування, так само як і уряди провінцій чи муніципалітетів. Рада складається з таких посадовців: голова баранґаю, сім членів ради та голова молодіжної ради. Таким чином законодавча рада банаґаю складається з восьми осіб.
Баранґай має також установу відповідальну за судочинство, яка називається Katarungang Pambarangay. Її функція полягає в улагодженні конфліктів шляхом переговорів на рівні баранґаю з метою запобігання судовим позовам та зменшення навантаження на судову систему країни.
Вибори до ради баранґаю є як правило дуже конкурентними та відкритими. Голова баранґаю обирається за системою відносної більшості (переможцем є кандидат, що набрав голосів більше за інших). На виборах членів ради баранґаю кожен виборець може проголосувати за аж до 7 кандидатів на посаду члена ради, а переможцями стають семеро осіб, що набрали найбільшу кількість голосів. Починаючи з 2007 року голова та члени ради баранґаю як правило обираються на три роки.
Бюджет баранґаїв формується за рахунок податків через систему розподілу бюджетних надходжень. Розмір фінансування кожного баранґаю визначається за формулою, що включає кількість мешканців та площу.
Ця таблиця показує кількість провінцій, міст, муніципалітетів та баранґаїв на Філіппінах.
| Назва одиниці (укр) | Філіппінська назва  | Голова адміністрації    | Філіппінська назва                  | Кількість |
| ------------------- | ------------------- | ----------------------- | ----------------------------------- | --------- |
| Провінція           | Probinsya/Lalawigan | Губернатор              | Gobernador                          | 81        |
| Місто               | Siyudad/Lungsod     | Мер                     | Alkalde                             | 144       |
| Муніципалітет       | Munisipalidad/Bayan | Мер                     | Alkalde                             | 1,490     |
| Баранґай (громада)  | Barangay            | Голова/Капітан Баранґаю | Punong-Barangay/Kapitan ng Barangay | 42,029    |

## Інші значення терміна
- На Філіппінах існує Ліга баранґаїв: Liga ng mga Barangay (буквально: Ліга Баранґаїв). Ця організація є найбільшою асоціацією урядовців, що представляє 41,995 баранґаї.
- Термін «баранґай» також може вживатися для означення великої групи/спільноти осіб, таких як прихильники баскетбольної команди, тощо.